# NGC 7458
NGC 7458 é uma galáxia elíptica (E) localizada na direcção da constelação de Pisces. Possui uma declinação de +01° 45' 12" e uma ascensão recta de 23 horas, 01 minutos e 28,5 segundos.
A galáxia NGC 7458 foi descoberta em 18 de Setembro de 1786 por William Herschel.